# Диспозитивность
Диспозитивность — юридическая категория, характеризующая возможность свободного распоряжения субъекта права его правами.
1. Диспозитивным может быть метод правового регулирования той или иной отрасли права, при котором субъекты права вправе самостоятельно договориться о варианте поведения по своему усмотрению, а нормы права лишь устанавливают правила для тех случаев, когда субъекты не воспользовались возможностью оговорить вариант поведения в соглашении.
2. Диспозитивными бывают нормы права. Законодательство РФ определяет диспозитивную норму как «норму, которая применяется постольку, поскольку соглашением сторон не установлено иное» (п.4 ст. 421 ГК РФ). Императивные нормы, наоборот, не могут быть отменены по соглашению сторон.
3. Диспозитивность — важный принцип гражданского права, согласно которому лица вправе самостоятельно распоряжаться своими правами и средствами их защиты.